# Swan Hill
Swan Hill – miasto w Australii, w stanie Wiktoria.